# Lac Yangzong
Le lac Yangzong est un lac chinois d'une superficie de 31 km2 qui se trouve dans la province du Yunnan. Il se trouve à 45 km à l'est de Kunming.

## Source de la traduction
- (en) Cet article est partiellement ou en totalité issu de l’article de Wikipédia en anglais intitulé « Yangzong Lake » (voir la liste des auteurs).